# 宮城県第6区
宮城県第6区（みやぎけんだいろっく）は、日本の衆議院議員総選挙における選挙区。1994年（平成6年）の公職選挙法改正で設置。

## 区域
2022年（令和4年）の公職選挙法改正で廃止され、廃止後はすべて5区に移行した。

### 2017年から2022年までの区域
2017年（平成29年）公職選挙法改正から2022年の小選挙区改定までの区域は以下のとおりである。2017年の区割り変更により、本吉郡南三陸町の区域が6区から5区に移行した。
- 気仙沼市
- 登米市
- 栗原市
- 大崎市（旧古川市・岩出山町・鳴子町域）

### 2013年から2017年までの区域
2013年（平成25年）公職選挙法改正から2017年の小選挙区改定までの区域は以下のとおりである。2013年の区割変更に伴い、旧古川市の区域は4区から6区に移行した。
- 気仙沼市
- 登米市
- 栗原市
- 大崎市（旧古川市・岩出山町・鳴子町域）
- 本吉郡

### 2013年以前の区域
1994年（平成6年）公職選挙法改正から2013年の小選挙区改定までの区域は以下のとおりである。
- 気仙沼市
- 玉造郡
- 栗原郡
- 登米郡
- 本吉郡

## 歴史
小選挙区制実施以降、唯一「再補欠選挙」が行われた選挙区である。
中選挙区時代から菊池福治郎と、初代環境庁長官を務めた大石武一を父に持つ大石正光が議席を争ってきた。1996年の第41回衆議院議員総選挙では自民党の菊池が新進党の大石を僅か651票差で破り当選。しかし後に菊池の長男が選挙違反で逮捕され、連座制の対象となった菊池は議員辞職。そのまま政界引退に追い込まれた。補欠選挙では、菊池の遠縁にあたる小野寺五典が菊池の後継として出馬し、初当選した。この補選には、1996年の総選挙で落選後、新進党を離党し、自民党に復党を申請したが受け入れられなかった大石も無所属で出馬していたが小野寺に敗れた。
しかし、小野寺も公職選挙法違反（支持者への線香セット配布）が発覚し、2000年に議員辞職。史上初の再補欠選挙が実施され、民主党に入党していた大石が当選し、同年の総選挙でも再選された。
2003年の第43回衆議院議員総選挙では公民権停止期間が終了した小野寺が再出馬した。小野寺の支持基盤がある6区最大の大票田・気仙沼市は、党派を超えて地元候補を徹底的に支持する傾向があり（俗に気仙沼モンローとも呼ばれる）、また事件に対しても有権者が同情的であったため、大石に圧勝して返り咲いた。
2005年の第44回衆議院議員総選挙以降も小野寺が大差で当選を重ねている。自民党に猛烈な逆風が吹いた2009年の第45回衆議院議員総選挙でさえも社会民主党の菅野哲雄に比例復活すら許さない大差で圧勝した。なお選挙協力の関係から、この時民主党は宮城6区には候補者を擁立していなかった。第45回衆議院議員総選挙において宮城県内で唯一自民党が議席を獲得した選挙区で、東日本大震災の津波被災地で唯一、発生当時の議員議席が自民党であった選挙区でもある。
第50回衆議院議員総選挙では宮城県内の選挙区が6から5に削減され、当選挙区は廃止となり全域が新5区に移行。なお小野寺は新5区への移行後も当選を続けている。

## 小選挙区選出議員
| 選挙名                   | 年                 | 当選者     | 党派       | 備考                                      |
| ------------------------ | ------------------ | ---------- | ---------- | ----------------------------------------- |
| 第41回衆議院議員総選挙   | 1996年（平成8年）  | 菊池福治郎 | 自由民主党 |                                           |
| 第41回衆議院議員補欠選挙 | 1997年（平成9年）  | 小野寺五典 | 自由民主党 | ※菊池の公選法違反による議員辞職に伴う。   |
| 第41回衆議院議員補欠選挙 | 2000年（平成12年） | 大石正光   | 民主党     | ※小野寺の公選法違反による議員辞職に伴う。 |
| 第42回衆議院議員総選挙   | 2000年（平成12年） | 大石正光   | 民主党     |                                           |
| 第43回衆議院議員総選挙   | 2003年（平成15年） | 小野寺五典 | 自由民主党 |                                           |
| 第44回衆議院議員総選挙   | 2005年（平成17年） | 小野寺五典 | 自由民主党 |                                           |
| 第45回衆議院議員総選挙   | 2009年（平成21年） | 小野寺五典 | 自由民主党 |                                           |
| 第46回衆議院議員総選挙   | 2012年（平成24年） | 小野寺五典 | 自由民主党 |                                           |
| 第47回衆議院議員総選挙   | 2014年（平成26年） | 小野寺五典 | 自由民主党 |                                           |
| 第48回衆議院議員総選挙   | 2017年（平成29年） | 小野寺五典 | 自由民主党 |                                           |
| 第49回衆議院議員総選挙   | 2021年（令和3年）  | 小野寺五典 | 自由民主党 |                                           |

## 選挙結果
時の内閣：第1次岸田内閣 解散日：2021年10月14日 公示日：2021年10月19日
当日有権者数：25万3730人 最終投票率：57.38%（前回比：2.11%） （全国投票率：55.93%（2.25%））
| 当落 | 候補者名   | 年齢 | 所属党派   | 新旧 | 得票数    | 得票率 | 惜敗率 | 推薦・支持 | 重複 |
| ---- | ---------- | ---- | ---------- | ---- | --------- | ------ | ------ | ---------- | ---- |
| 当   | 小野寺五典 | 61   | 自由民主党 | 前   | 119,555票 | 83.24% | ――     | 公明党推薦 | ○    |
|      | 内藤隆司   | 63   | 日本共産党 | 新   | 24,072票  | 16.76% | 20.13% |            |      |

時の内閣：第3次安倍第3次改造内閣 解散日：2017年9月28日 公示日：2017年10月10日
当日有権者数：26万5726人 最終投票率：55.27%（前回比：3.10%） （全国投票率：53.68%（1.02%））
| 当落 | 候補者名   | 年齢 | 所属党派   | 新旧 | 得票数    | 得票率 | 惜敗率 | 推薦・支持               | 重複 |
| ---- | ---------- | ---- | ---------- | ---- | --------- | ------ | ------ | ------------------------ | ---- |
| 当   | 小野寺五典 | 57   | 自由民主党 | 前   | 123,871票 | 85.72% | ――     | 公明党、日本のこころ推薦 | ○    |
|      | 横田有史   | 73   | 日本共産党 | 新   | 20,638票  | 14.28% | 16.66% |                          |      |

時の内閣：第2次安倍改造内閣 解散日：2014年11月21日 公示日：2014年12月2日
当日有権者数：27万8590人 最終投票率：52.17%（前回比：5.24%） （全国投票率：52.66%（6.66%））
| 当落 | 候補者名   | 年齢 | 所属党派   | 新旧 | 得票数    | 得票率 | 惜敗率 | 推薦・支持 | 重複 |
| ---- | ---------- | ---- | ---------- | ---- | --------- | ------ | ------ | ---------- | ---- |
| 当   | 小野寺五典 | 54   | 自由民主党 | 前   | 101,223票 | 70.60% | ――     | 公明党推薦 | ○    |
|      | 鎌田さゆり | 49   | 民主党     | 元   | 32,797票  | 22.88% | 32.40% |            | ○    |
|      | 内藤隆司   | 56   | 日本共産党 | 新   | 9,351票   | 6.52%  | 9.24%  |            |      |

時の内閣：野田第3次改造内閣 解散日：2012年11月16日 公示日：2012年12月4日
当日有権者数：22万1503人 最終投票率：57.41%（前回比：11.83%） （全国投票率：59.32%（9.96%））
| 当落 | 候補者名   | 年齢 | 所属党派   | 新旧 | 得票数   | 得票率 | 惜敗率 | 推薦・支持 | 重複 |
| ---- | ---------- | ---- | ---------- | ---- | -------- | ------ | ------ | ---------- | ---- |
| 当   | 小野寺五典 | 52   | 自由民主党 | 前   | 97,405票 | 78.10% | ――     | 公明党推薦 | ○    |
|      | 鎌田さゆり | 47   | 民主党     | 元   | 20,961票 | 16.81% | 21.52% |            | ○    |
|      | 高村直也   | 29   | 日本共産党 | 新   | 6,349票  | 5.09%  | 6.52%  |            |      |

- 鎌田はかつて2区で活動。その後2015年宮城県議会議員選挙に当選。第48回は再び宮城2区から立候補したが落選したが、第49回で当選。

時の内閣：麻生内閣 解散日：2009年7月21日 公示日：2009年8月18日
当日有権者数：23万2919人 最終投票率：69.24%（前回比：2.73%） （全国投票率：69.28%（1.77%））
| 当落 | 候補者名   | 年齢 | 所属党派   | 新旧 | 得票数    | 得票率 | 惜敗率 | 推薦・支持 | 重複 |
| ---- | ---------- | ---- | ---------- | ---- | --------- | ------ | ------ | ---------- | ---- |
| 当   | 小野寺五典 | 49   | 自由民主党 | 前   | 100,832票 | 63.69% | ――     |            | ○    |
|      | 菅野哲雄   | 60   | 社会民主党 | 前   | 54,133票  | 34.19% | 53.69% |            | ○    |
|      | 氏家次男   | 61   | 幸福実現党 | 新   | 3,346票   | 2.11%  | 3.32%  |            |      |

時の内閣：第2次小泉改造内閣 解散日：2005年8月8日 公示日：2005年8月30日
当日有権者数：24万1954人 最終投票率：66.51%（前回比：1.19%） （全国投票率：67.51%（7.65%））
| 当落 | 候補者名   | 年齢 | 所属党派   | 新旧 | 得票数    | 得票率 | 惜敗率 | 推薦・支持 | 重複 |
| ---- | ---------- | ---- | ---------- | ---- | --------- | ------ | ------ | ---------- | ---- |
| 当   | 小野寺五典 | 45   | 自由民主党 | 前   | 100,359票 | 63.53% | ――     |            | ○    |
| 比当 | 菅野哲雄   | 56   | 社会民主党 | 元   | 49,263票  | 31.18% | 49.09% |            | ○    |
|      | 近江寿     | 63   | 日本共産党 | 新   | 8,354票   | 5.29%  | 8.32%  |            |      |

時の内閣：第1次小泉第2次改造内閣 解散日：2003年10月10日 公示日：2003年10月28日
当日有権者数：24万4301人 最終投票率：67.70% （全国投票率：59.86%（2.63%））
| 当落 | 候補者名   | 年齢 | 所属党派   | 新旧 | 得票数   | 得票率 | 惜敗率 | 推薦・支持 | 重複 |
| ---- | ---------- | ---- | ---------- | ---- | -------- | ------ | ------ | ---------- | ---- |
| 当   | 小野寺五典 | 43   | 自由民主党 | 元   | 82,750票 | 50.71% | ――     |            | ○    |
|      | 大石正光   | 58   | 民主党     | 前   | 58,420票 | 35.80% | 70.60% |            | ○    |
|      | 菅野哲雄   | 55   | 社会民主党 | 前   | 17,772票 | 10.89% | 21.48% |            | ○    |
|      | 近江寿     | 61   | 日本共産党 | 新   | 4,256票  | 2.61%  | 5.14%  |            |      |

- 大石は翌年、第20回参議院議員通常選挙に比例区から立候補して当選。

時の内閣：第1次森内閣 解散日：2000年6月2日 公示日：2000年6月13日 （全国投票率：62.49%（2.84%））
| 当落 | 候補者名   | 年齢 | 所属党派   | 新旧 | 得票数   | 得票率 | 惜敗率 | 推薦・支持 | 重複 |
| ---- | ---------- | ---- | ---------- | ---- | -------- | ------ | ------ | ---------- | ---- |
| 当   | 大石正光   | 55   | 民主党     | 前   | 59,588票 | 37.65% | ――     |            | ○    |
|      | 佐藤久一郎 | 50   | 自由民主党 | 新   | 44,629票 | 28.20% | 74.90% |            | ○    |
| 比当 | 菅野哲雄   | 51   | 社会民主党 | 新   | 41,170票 | 26.01% | 69.09% |            | ○    |
|      | 芳賀芳昭   | 58   | 日本共産党 | 新   | 7,427票  | 4.69%  | 12.46% |            |      |
|      | 伊藤智巳   | 38   | 無所属     | 新   | 5,448票  | 3.44%  | 9.14%  |            | ×    |

当日有権者数：人　最終投票率：%

| 当落 | 候補者名 | 年齢 | 所属党派   | 新旧 | 得票数   | 得票率 | 推薦・支持 |
| ---- | -------- | ---- | ---------- | ---- | -------- | ------ | ---------- |
| 当   | 大石正光 | 55   | 民主党     | 元   | 54,735票 | 47.50% |            |
|      | 菅野哲雄 | 51   | 社会民主党 | 新   | 40,097票 | 34.80% |            |
|      | 伊藤智巳 | 38   | 無所属     | 新   | 11,076票 | 9.61%  |            |
|      | 芳賀芳昭 | 58   | 日本共産党 | 新   | 9,324票  | 8.09%  |            |

当日有権者数：人　最終投票率：%

| 当落 | 候補者名   | 年齢 | 所属党派   | 新旧 | 得票数   | 得票率 | 推薦・支持 |
| ---- | ---------- | ---- | ---------- | ---- | -------- | ------ | ---------- |
| 当   | 小野寺五典 | 37   | 自由民主党 | 新   | 73,881票 | 49.42% |            |
|      | 大石正光   | 52   | 無所属     | 元   | 66,955票 | 44.79% |            |
|      | 芳賀芳昭   | 55   | 日本共産党 | 新   | 8,660票  | 5.79%  |            |

時の内閣：第1次橋本内閣 解散日：1996年9月27日 公示日：1996年10月8日 （全国投票率：59.65%（8.11%））
| 当落 | 候補者名   | 年齢 | 所属党派   | 新旧 | 得票数   | 得票率 | 惜敗率 | 推薦・支持 | 重複 |
| ---- | ---------- | ---- | ---------- | ---- | -------- | ------ | ------ | ---------- | ---- |
| 当   | 菊池福治郎 | 71   | 自由民主党 | 前   | 70,765票 | 44.97% | ――     |            |      |
|      | 大石正光   | 51   | 新進党     | 前   | 70,114票 | 44.55% | 99.08% |            |      |
|      | 芳賀芳昭   | 54   | 日本共産党 | 新   | 8,171票  | 5.19%  | 11.55% |            |      |
|      | 三上良喜   | 72   | 民主党     | 新   | 7,566票  | 4.81%  | 10.69% |            |      |
|      | 千葉佳男   | 66   | 自由連合   | 元   | 757票    | 0.48%  | 1.07%  |            |      |